# Ricanula spoliata
Ricanula spoliata är en insektsart som först beskrevs av Melichar 1898.  Ricanula spoliata ingår i släktet Ricanula och familjen Ricaniidae. Inga underarter finns listade i Catalogue of Life.